# Kevin Labanc
Kevin Labanc (* 12. prosince 1995, Staten Island, New York, New York, USA) je americký hokejový útočník momentálně hrající v týmu Columbus Blue Jackets v severoamerické lize NHL.

## Osobní život
Jeho otec Milan Labanc je bývalý slovenský hokejista, který v sezoně 1993/94 hrál za Spišskou Novou Ves premiérový ročník slovenské extraligy. Klub mu však dlužil několik výplat a on se rozhodl odejít spolu s manželkou Anikou do USA. Usadili se v New Yorku, kde se jim narodil syn Kevin a dcera Diane.

## Hráčská kariéra
V roce 2014 byl draftován v 6. kole jako 171. celkově klubem San Jose Sharks. V březnu 2016 podepsal s "žraloky" tříletou nováčkovskou smlouvu. V NHL debutoval 6. listopadu 2016 v zápase proti Washingtonu. O necelé dva týdny později vstřelil první branku v zápase proti St. Louis Blues. Prvního hattricku se dočkal 9. února 2019, kdy svému týmu výrazně dopomohl k výhře 5–2 nad Edmontonem.
V říjnu 2020 se s klubem domluvil na další spolupráci a podepsal další čtyřletou smlouvu, díky které si celkově přijde na 18,9 milionů dolarů.

## Ocenění a úspěchy
- 2016 OHL – Nejlepší nahrávač
- 2016 OHL – Nejlepší hráč v pobytu na ledě (+(-)
- 2016 OHL – Eddie Powers Memorial Trophy
- 2016 OHL – Leo Lalonde Memorial Trophy
- 2016 OHL – Jim Mahon Memorial Trophy
- 2016 OHL – Druhý All-Star Tým

## Prvenství
- Debut v NHL – 8. listopadu 2016  (Washington Capitals proti San Jose Sharks)
- První gól v NHL – 17. listopadu 2016 (St. Louis Blues proti San Jose Sharks, kanadskému brankáři Jake Allen)
- První asistence v NHL – 25. listopadu 2016 (San Jose Sharks proti New York Islanders)
- První hattrick v NHL – 9. února 2019 (Edmonton Oilers proti San Jose Sharks)

## Klubové statistiky
| Sezóna      | Klub                  | Soutěž      |     | Základní část | Základní část | Základní část | Základní část | Základní část |   | Play off | Play off | Play off | Play off | Play off |
| Sezóna      | Klub                  | Soutěž      | Z   | G             | A             | B             | TM            | Z             | G | A        | B        | TM       |          |          |
| 2013–14     | Barrie Colts          | OHL         | 65  | 11            | 24            | 35            | 30            | 11            | 3 | 4        | 7        | 4        |          |          |
| 2014–15     | Barrie Colts          | OHL         | 68  | 31            | 76            | 107           | 55            | 9             | 2 | 4        | 6        | 8        |          |          |
| 2015–16     | Barrie Colts          | OHL         | 65  | 39            | 88            | 127           | 70            | 15            | 6 | 20       | 26       | 28       |          |          |
| 2015–16     | San Jose Barracuda    | AHL         | —   | —             | —             | —             | —             | 1             | 0 | 0        | 0        | 0        |          |          |
| 2016–17     | San Jose Barracuda    | AHL         | 19  | 6             | 13            | 19            | 24            | 15            | 3 | 4        | 7        | 6        |          |          |
| 2016–17     | San Jose Sharks       | NHL         | 55  | 8             | 12            | 20            | 22            | —             | — | —        | —        | —        |          |          |
| 2017–18     | San Jose Sharks       | NHL         | 77  | 11            | 29            | 40            | 32            | 10            | 1 | 4        | 5        | 2        |          |          |
| 2017–18     | San Jose Barracuda    | AHL         | 2   | 1             | 3             | 4             | 2             | —             | — | —        | —        | —        |          |          |
| 2018–19     | San Jose Sharks       | NHL         | 82  | 17            | 39            | 56            | 36            | 20            | 4 | 5        | 9        | 14       |          |          |
| 2019–20     | San Jose Sharks       | NHL         | 70  | 14            | 19            | 33            | 38            | —             | — | —        | —        | —        |          |          |
| 2020–21     | San Jose Sharks       | NHL         | 55  | 12            | 16            | 28            | 31            | —             | — | —        | —        | —        |          |          |
| 2021–22     | San Jose Sharks       | NHL         | 21  | 3             | 3             | 6             | 6             | —             | — | —        | —        | —        |          |          |
| 2022–23     | San Jose Sharks       | NHL         | 72  | 15            | 18            | 33            | 36            | —             | — | —        | —        | —        |          |          |
| 2023–24     | San Jose Sharks       | NHL         | 46  | 2             | 7             | 9             | 16            | —             | — | —        | —        | —        |          |          |
| 2024–25     | Columbus Blue Jackets | NHL         | 34  | 2             | 10            | 12            | 12            | —             | — | —        | —        | —        |          |          |
| NHL celkově | NHL celkově           | NHL celkově | 512 | 84            | 153           | 237           | 229           | 30            | 5 | 9        | 14       | 16       |          |          |

### Reprezentační statistiky
| Rok                       | Tým                       | Soutěž                    | Z  | G | A | B | TM |
| ------------------------- | ------------------------- | ------------------------- | -- | - | - | - | -- |
| 2012                      | USA 17                    | WHC-17                    | 6  | 0 | 0 | 0 | 4  |
| 2013                      | USA 18                    | MS-18                     | 7  | 1 | 0 | 1 | 0  |
| 2021                      | USA                       | MS                        | 10 | 2 | 4 | 6 | 0  |
| Juniorská kariéra celkově | Juniorská kariéra celkově | Juniorská kariéra celkově | 13 | 1 | 0 | 1 | 4  |
| Seniorská kariéra celkově | Seniorská kariéra celkově | Seniorská kariéra celkově | 10 | 2 | 4 | 6 | 0  |